# Breitenbach, Rheinland-Pfalz
Breitenbach är en kommun och ort i Landkreis Kusel i förbundslandet Rheinland-Pfalz i Tyskland.
Kommunen ingår i kommunalförbundet Verbandsgemeinde Oberes Glantal tillsammans med ytterligare 22 kommuner.